# Darren O’Neill
Darren O’Neill (* 13. September 1985 in Kilkenny) ist ein irischer Boxer. Er wurde 2010 Vize-Europameister und war Teilnehmer der Olympischen Spiele 2012 im Mittelgewicht. 

## Werdegang
Darren O’Neill boxt in der Rechtsauslage für den Paulstown Boxing Club und begann im Alter von sechs Jahren mit dem Sport.

### National
Er wurde 2003 irischer Juniorenmeister im Halbschwergewicht sowie 2005 und 2006 Vizemeister im Halbschwergewicht bei den Erwachsenen. Anschließend boxte er im Mittelgewicht, wo er unter anderem mit Jason Quigley, Eamon O’Kane, Michael O’Reilly und Darren Sutherland, harte Konkurrenz hatte. 2009, 2010, 2011 und 2012 gewann er den Titel dieser Gewichtsklasse, zudem wurde er 2008 und 2014 Vizemeister. 2015, 2016 und 2017 wurde er irischer Meister im Schwergewicht.

### Europa
Darren O’Neill war Viertelfinalist der Junioren-Europameisterschaften 2003, ehe er bei den Europameisterschaften 2006 erstmals bei den Erwachsenen startete und ebenfalls im Viertelfinale gegen den Schotten Fundo Mhura ausschied. Bei der EM 2008 unterlag er im Achtelfinale gegen Nikolajs Grišuņins.
Bei den EU-Meisterschaften 2009 gewann er die Goldmedaille im Mittelgewicht, nachdem er unter anderem Bogdan Juratoni besiegt hatte. Anschließend erzielte er bei den Europameisterschaften 2010 seinen bis dahin größten Erfolg; durch Siege gegen Ronald Gavril, Anthony Ogogo, Serhij Derewjantschenko und Mladen Manew erreichte er das Finale im Mittelgewicht, das er gegen Artjom Tschebotarjow verlor und somit die Silbermedaille gewann.
Bei der Europameisterschaft 2011 schlug er unter anderem Denis Radovan, unterlag jedoch im Viertelfinale gegen Dmytro Mytrofanow. Anschließend erzielte er mit dem Gewinn der Silbermedaille im Halbschwergewicht bei den EU-Meisterschaften 2014 seinen nächsten Erfolg. Bei der EM 2015 schied er dann im Achtelfinale gegen Jewgeni Tischtschenko und bei den Europaspielen 2015 im Viertelfinale gegen Heworh Manukjan mit 1:2 aus.
Auch bei der EM 2017 verlor er noch im Achtelfinale gegen Ramasan Muslimow.

### Weltmeisterschaften und Olympische Spiele
Seine ersten Weltmeisterschaften bestritt er 2009, wo er erst im Achtelfinale gegen Andranik Hakobjan ausschied. Bei den Weltmeisterschaften 2011 erreichte er gegen Glodi Eneste, Mohamed Hikal und Mladen Manew das Viertelfinale, wo er beim Kampf um den Einzug in die Medaillenränge gegen Ryōta Murata verlor.
Mit diesem Erfolg qualifizierte er sich für die Olympischen Spiele 2012 in London, wo er als Flaggenträger der irischen Olympiamannschaft und Kapitän der Boxmannschaft auflief. In seinem ersten Kampf bei Olympia besiegte er Muideen Akamji, ehe er im Achtelfinale gegen den Deutschen Stefan Härtel unterlag und damit einen neunten Platz erreichte.
Bei der europäischen und auch weltweiten Olympiaqualifikation 2016 schied er jeweils frühzeitig aus.

### World Series of Boxing
Am 13. Februar 2016 gab er für das Team „Caciques Venezuela“ sein Debüt in der World Series of Boxing (WSB), das er mit 0:3 gegen den Juniorenweltmeister Sergey Kalchugin verlor.